# Facción del Ejército Rojo (Japón)
La Facción del Ejército Rojo (赤軍派 Sekigunha?) fue una organización militante comunista activa en Japón entre 1968 y 1971, cuando se dividió para formar dos grupos sucesores, el Ejército Rojo Japonés y el Ejército Rojo Unido. La Facción del Ejército Rojo se originó como subfacción militante cismática de una mayor organización estudiantil de Nueva Izquierda llamada Liga Comunista (共産主義者同盟 Kyōsanshugisha Dōmei?). Abogando por un levantamiento armado inmediato contra las fuerzas monopolísticas del capitalismo japonés en preparación para la revolución mundial, la Facción del Ejército Rojo planeó varios ataques a oficiales de policía y del gobierno, así como también actividades criminales como robos de bancos para financiar su prevista revolución comunista. El más destacado fue el secuestro por varios miembros del grupo, el 30 de marzo de 1970, del vuelo 351 de Japan Airlines, volando finalmente a Corea del Norte donde a los secuestradores se les concedió asilo político.

## Historia

### Orígenes
En 1966, la organización estudiantil de Nueva Izquierda conocida como Liga Comunista, extinta desde 1960, se reformó para ser conocida como "Segunda Liga" (第二次ブント Dainiji Bunto?). En ese tiempo, la "facción de Kansai" de la Segunda Liga, con base en la Universidad Doshisha en Kioto y liderada por el desertor de la facultad de filosofía de la Universidad de Kyoto Takaya Shiomi (塩見孝也 Shiomi Takaya?), comprendía el ala de extrema izquierda de la ya de por sí extremista de izquierdas Segunda Liga. En torno a junio de 1968, la facción de Kansai empezó a llamarse a sí misma "Facción del Ejército Rojo", y empezó a elaborar planes para un levantamiento violento en Japón, originalmente con la intención de coincidir con las protestas de Anpo de 1970.
La teoría principal de la Facción del Ejército Rojo era que primero llevaría a cabo con éxito la revolución armada proletaria en Japón, Japón se convertiría en el cuartel general de una revolución mundial contra Estados Unidos y sus aliados, y la Facción del Ejército Rojo se convertiría en los líderes de esa revolución.
Al ver que el resto de la Segunda Liga se mostraba reacio a la causa de una inmediata revolución armada, la Facción del Ejército Rojo manifestó su ruptura abierta de su organización matriz mediante el lanzamiento de un asalto sobre el Congreso Nacional de la Liga que tenía lugar en la Universidad Meiji en Tokio el 5 de julio de 1969, tomando brevemente el control del recinto. Al día siguiente, estudiantes de la Liga de la Universidad de Chuo lanzaron un contraataque, secuestrando el presidente del Ejército Rojo Shiomi entre otros, y encarcelándolos durante tres semanas en un bastión del campus de la Universidad de Chuo, donde fueron sometidos a amenazas y torturas. Aunque Shiomi y los otros lograron finalmente escapar descendiendo desde una ventana del tercer piso usando una cuerda construida con una cortina y una manguera, durante la fuga el miembro de la Facción del Ejército Rojo Jо̄ji Mochizuki cayó y se golpeó la cabeza, muriendo de sus heridas varias semanas después.
Como resultado de este incidente, el Partido Comunista de Japón expulsó a todos los miembros conocidos de la Facción del Ejército Rojo al mes siguiente. El 5 de septiembre de 1969, Shiomi y otros miembros de la Facción aparecieron públicamente en el Hibiya Hall en Tokio para declarar la independencia de la Facción del Ejército Rojo de la Liga Comunista y anunciar el inicio de una inmediata revolución armada. El Hall estaba rodeado por policía de uniforme, mientras que policías de paisano fotografiaron a las 300 personas aproximadamente presentes, muchos de los cuales llevaban pasamontañas para esconder sus identidades.

### Inicio de la lucha armada
El 21 de septiembre de 1969 miembros de la Facción del Ejército Rojo lanzaron cócteles molotov a tres comisarías de policía en Osaka, en un incidente que los miembros de la Facción llamaron grandilocuentemente la "Guerra de Osaka". Similarmente el 30 de septiembre, miembros de la Facción lanzaron cócteles molotov a la comisaría de policía de Motofuji en Tokio, en lo que después declararon que había sido la "Guerra de Tokio".
Mientras tanto, el grupo planeaba ataques más significativos contra agencias del gobierno y la residencia oficial del Primer Ministro, por lo que iniciaron "entrenamiento" en el paso de montaña de Daibosatsu al noroeste de Tokio. Sin embargo, el 5 de noviembre de 1969, tras recibir aviso de informantes, la policía irrumpió en la posada donde los estudiantes militantes estaban durmiendo, arrestando 53 miembros del grupo (incluyendo muchos líderes claves del Ejército Rojo) y capturando planes detallados para los ataques previstos. Cerciorándose que no podían operar abiertamente por más tiempo en Japón, el grupo pasó a la clandestinidad, y empezó a buscar la manera de escapar de Japón y continuar su entrenamiento como guerrilla en el extranjero.

### Secuestro de avión
A principios de 1970, Shiomi empezó a hacer planes para el secuestro de un avión japonés de una aerolínea, con el código "Operación Fénix",  lo que permitiría a los miembros del grupo volar a Cuba y continuar su entrenamiento. Sin embargo, justo al poco de que el secuestro fuera a tener lugar, Shiomi fue arrestado por casualidad por la calle en Komagome, Tokio el 15 de marzo de 1970, siendo confundido por un vulgar delincuente. Sin embargo, el resto de secuestradores continuaron con sus planes y el 31 de marzo de 1970 nueve miembros de la Facción del Ejército Rojo, armados con katanas y una bomba casera, secuestraron el vuelo 351 de Japan Airlines, un Boeing 727 de la aerolínea doméstica en las afueras del Aeropuerto Internacional de Tokio que llevaba 129 personas a bordo. Después de ser informados de que el avión no tenía suficiente fuel para volar hasta Cuba, obligaron a la tripulación a volar el avión a Fukuoka y después al Aeropuerto de Gimpo en Seul, donde todos los pasajeros fueron liberados. El avión después voló a Corea del Norte, donde los secuestradores lo abandonaron y liberaron a los miembros de la tripulación. A los secuestradores se les concedió asilo político por parte del gobierno norcoreano de Kim Il Sung, y algunos de ellos todavía residen en Corea del Norte.

### Robos y cisma
Entre febrero y julio de 1971, miembros de la Facción del Ejército Rojo que permanecían en Japón, ahora bajo el liderazgo de Tsuneo Mori, llevaron a cabo una serie de robos armados a bancos y oficinas de correos con relativo éxito, en un intento de conseguir fondos para su levantamiento armado. Sin embargo, para ese tiempo la pérdida del liderazgo ideológico de Shiomi, combinado con la incesante persecución policial y los continuos arrestos de miembros clave, había afectado gravemente a la cohesión de la organización. Surgió un cisma entre aquellos miembros restantes que querían llevar a cabo el último mandato de Shiomi de desplazarse al extranjero, y aquellos que deseaban implementar la visión original de Shiomi de iniciar una revolución mundial en Japón. Los que querían desplazarse al extranjero se convirtieron en el Ejército Rojo Japonés, liderado por Fusako Shigenobu y Tsuyoshi Okudaira, mientras que aquellos que deseaban continuar la revolución en la patria en Japón unieron sus fuerzas con la rama de la prefectura de Kanagawa de la Facción de Izquierda Revolucionaria para formar el Ejército Rojo Unido, liderado por Tsuneo Mori y Hiroko Nagata.

## Miembros destacados
- Tsuneo Mori
- Tsuyoshi Okudaira
- Fusako Shigenobu
- Takaya Shiomi
- Moriaki Wakabayashi